# Châlus-Chabrol (hrad)
Châlus-Chabrol [šalü šabrol] je zřícenina hradu v obci Châlus, v departementu Haute-Vienne v regionu Nová Akvitánie ve Francii. Hrad se stojí na vyvýšenině nad obcí na pravém břehu řeky Tardoire. Chabrol je jméno rodu, který hrad vlastnil. Dochovala se donjonová věž ze 12. století a obytná část ze 13. století, která byla rozšířena v 17. století. Hrad chránil přístup z jihu do Limoges a severojižní trasu mezi Paříží a Španělskem. Stejně tak i starou východozápadní trasu spojující Středozemní moře a Atlantský oceán.
Hrad je proslulý jako místo kde zemřel anglický král Richard Lví srdce, kterého zasáhl šipka z kuše během obléhání 25. března 1199. Podle legendy střela patřila obránci hradu jménem Pierre Basile. Smrt krále pomstil Mercadier, velitel žoldnéřů, který hrad dobyl, jeho obránce nechal pověsil a Pierra Basile předtím ještě nechal stáhnout z kůže. Vnitřnosti krále Richarda Lví Srdce byly pohřbeny v hradní kapli.
Mezi vlastníky hradu patřily Charlotta z Albretu a Louise Borgia, manželka a dcera proslulého válečníka Cesara Borgii.
Hrad je od roku 1925 veden na seznamu jako monument historique („historická památka“), což je ve Francii označení pro významné historické a kulturní pamětihodnosti.

## Galerie

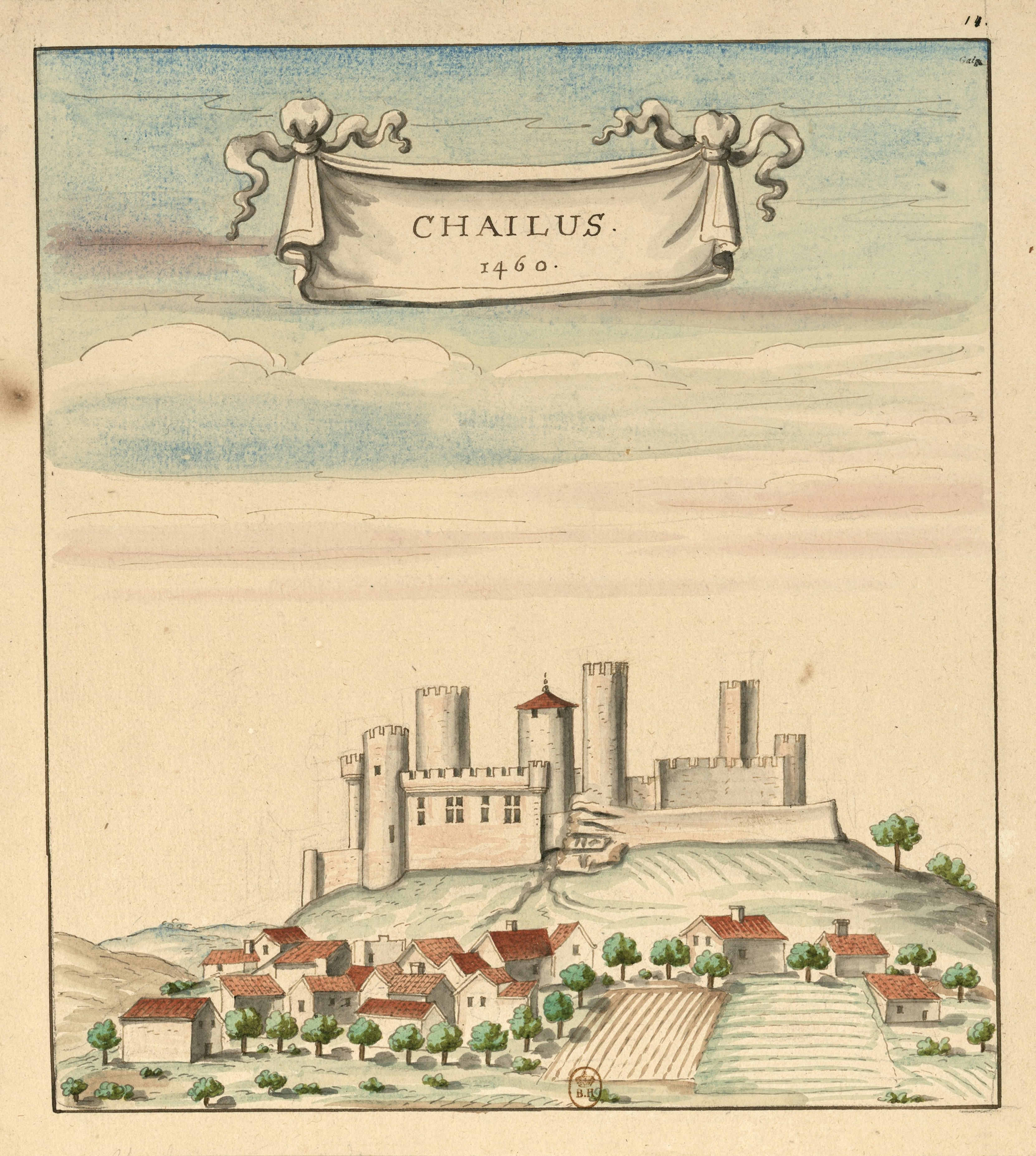
Podoba hradu Châlus z roku 1460
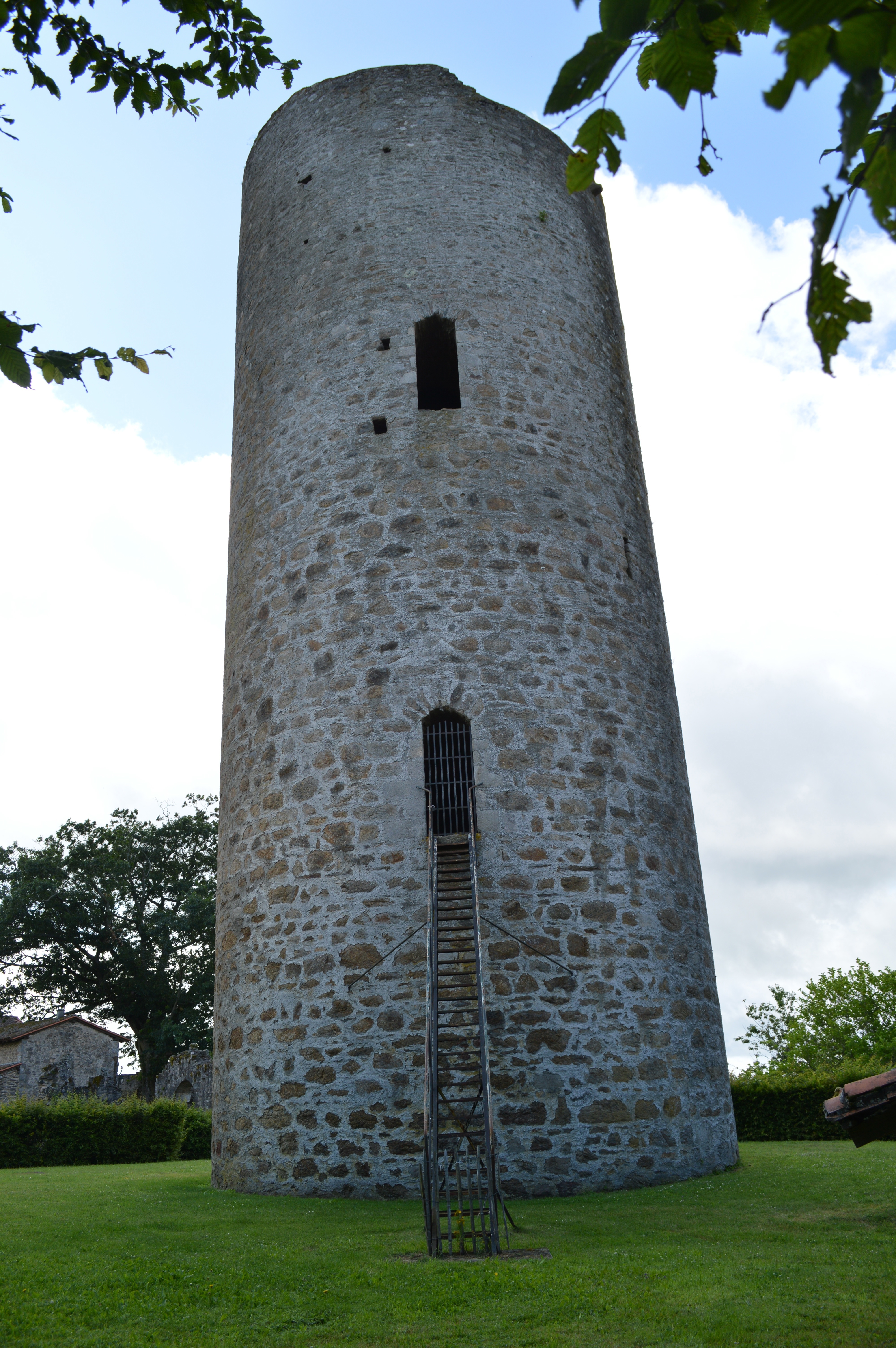
Věž (donjon)
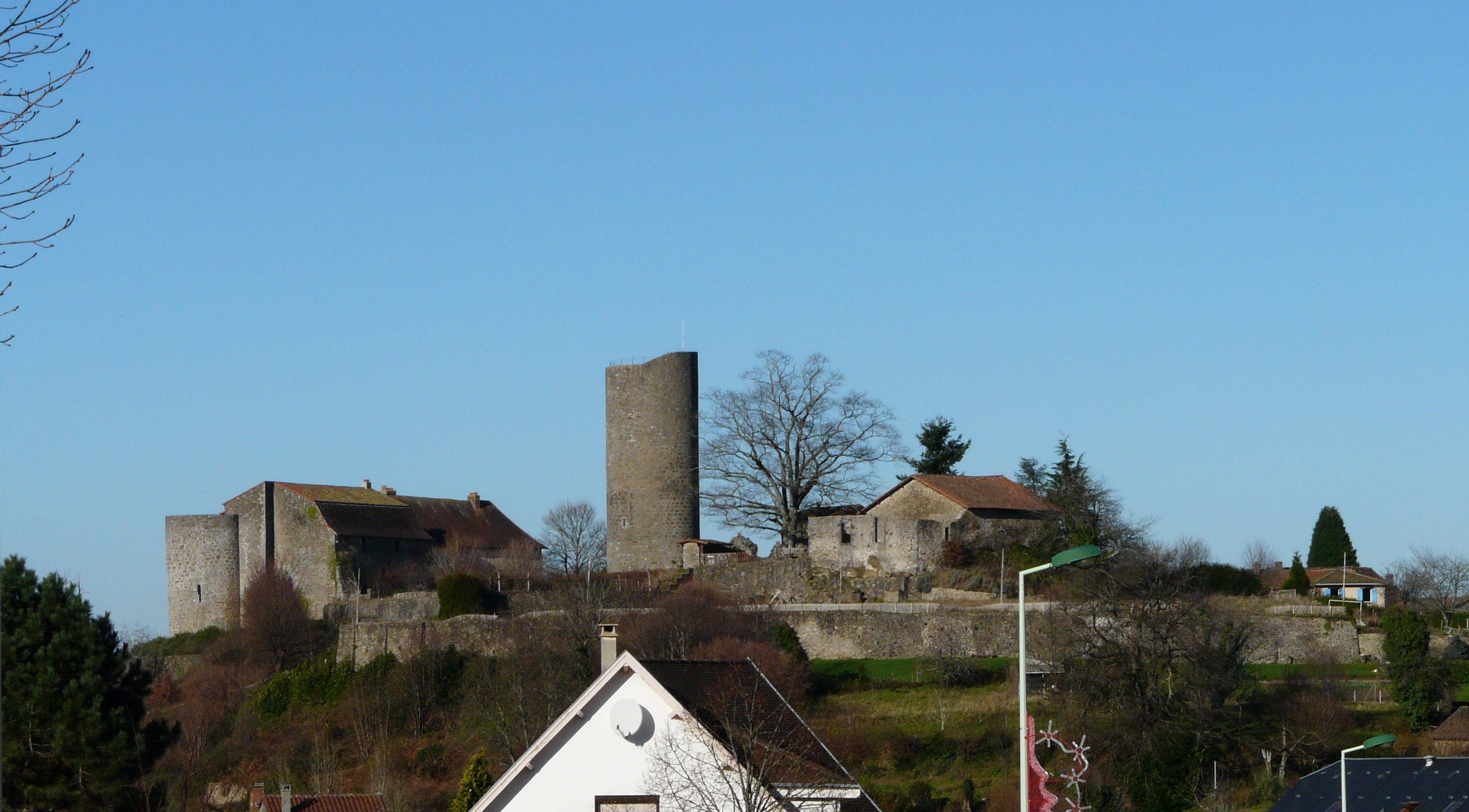
Hrad Châlus, 2008